# Parc Mokka
Le parc Mokka (en finnois : Mokkapuisto)  est un parc du quartier de Nalkala à  Tampere en Finlande,,,.

## Présentation
Mokkapuisto est un petit parc situé dans le centre de Tampere sur la rive ouest des rapides Tammerkoski.
Le parc est situé au sud du pont du Häme, à côté de la maison Tempo.
Des escaliers descendent du pont vers le parc.
Le parc est aussi accessible depuis  Värjärinkuja, qui borde la cartonnerie de Tako. 
Depuis 2020, le parc Mokka et le parc de la bibliothèque sont reliés par le tunnel Tempo qui passe sous le pont du Häme.
En bordure du parc on peut admirer la statue jeune fille finlandaise (fi) sculptée par Wäinö Aaltonen.
Le parc fait partie du paysage national de Tammerkoski, que la direction des musées de Finlande a classé comme un site culturel construit d'intérêt national.